# Гудев, Владимир Викторович
Владимир Викторович Гудев (17 сентября 1940, Москва — 6 января 2022) — советский и российский дипломат. Чрезвычайный и полномочный посол (1990).

## Биография
Окончил Московский государственный институт международных отношений МИД СССР (МГИМО) (1963) и Высшую дипломатическую школу МИД СССР (1975). На дипломатической работе с 1963 года.
- В 1979—1987 годах — сотрудник отдела, управления стран Ближнего Востока и Северной Африки МИД СССР.
- С 23 сентября 1987 по 6 апреля 1993 года — чрезвычайный и полномочный посол СССР (с 1991 — России) в Иране.
- В 1993—1994 годах — начальник Управления/Департамента Африки и Ближнего Востока МИД РФ.
- В 1994—1995 годах — первый заместитель директора Департамента Ближнего Востока и Северной Африки МИД РФ.
- С 4 июля 1995 по 21 апреля 2000 года — чрезвычайный и полномочный посол России в Египте.
- С июня по сентябрь 2000 года — посол по особым поручениям МИД РФ.
- С 24 августа 2000 по 31 октября 2002 года — чрезвычайный и полномочный посол России в Грузии.
- В 2003—2006 годах — директор Четвёртого департамента стран СНГ МИД РФ (с декабря 2002 года исполняющий обязанности[1]).

## Дипломатический ранг
- Чрезвычайный и полномочный посол (21 апреля 1990)[2].